# Centrale nucleare di Chinon
La centrale nucleare di Chinon è una centrale nucleare francese situata a nord-ovest di Chinon, sul territorio del comune di Avoine (Indre e Loira), sulla riva della Loira.
L'impianto è composto da 4 reattori PWR operativi ("Chinon B") e da 3 reattori GCR spenti ("Chinon A").
La centrale di Chinon è la prima vera centrale elettronucleare civile francese; i tre reattori "G1", "G2" e "G3" del sito nucleare di Marcoule sono antecedenti ma erano più sperimentali che elettrogeni.